# فريدريش أندرياس بريتفوس
فريدريش أندرياس بريتفوس (16 سبتمبر 1851 - 7 سبتمبر 1911)، وهو هاوي جمع طوابع البريد من الإمبراطورية الروسية، وقد أُدرج اسمه في قائمة هواة جمع الطوابع المتميزين عام 1921، بعد عشر سنوات من وفاتهِ.

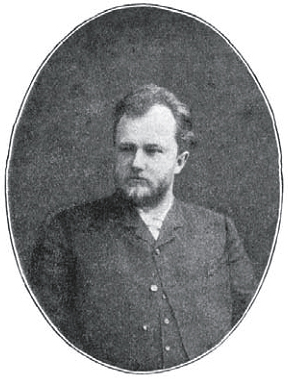
فريدريش بريتفوس (قبل عام 1911)

خلال عام 1874، حضر فريدريش بريتفوس اجتماعات جمعية لندن لهواة الطوابع، التي أصبحت فيما بعد الجمعية الملكية لهواة الطوابع في لندن، وأصبح عضوًا مراسلًا عام 1875 لأنه لم يتمكن من حضور اجتماعات الجمعية بعد مغادرتهِ المملكة المتحدة.
ذكرت مجلة ستانلي غيبونز الشهرية أن بريتفوس بدأ جمع الطوابع كطالب في المدرسة حوالي عام 1865. ثم انتقل إلى لندن في ديسمبر 1873، وفي عام 1874 التقى بالدكتور تشارلز فينر الذي عرّفه على جمعية لندن لهواة الطوابع. في عام 1875، انتقل إلى أوديسا، وفي عام 1877 عاد إلى منزلهِ في سانت بطرسبرغ. استمر في شراء العديد من مجموعات الطوابع خلال مسيرته، بما في ذلك طوابع الأمير غاليتزين-أوسترمان، التي دفع ثمنها 1500 جنيه إسترليني عام 1887، وفي عام 1898، اشترى مجموعة صديقه السيد ثيودور نوتهافت، مدير بنك سانت بطرسبرغ الدولي، والبنك الروسي الصيني، والبنك الروسي الكوري.
واصل بريتفوس جمع الطوابع على نطاق واسع طوال حياته، وكان خبيرًا بشكل خاص في طوابع بريد زيمستفو، وطوابع بريد روسيا وفنلندا بشكل عام، وكذلك طوابع أمريكا الجنوبية.

## وفاته
توفي في 7 سبتمبر 1911 في كارلسباد.